# Elecciones municipales de 2015 en la provincia de Almería
Las elecciones municipales de 2015 en la provincia de Almería se celebrado el 24 de mayo de 2015, al mismo tiempo que en el resto de España.

## Resultados electorales

### Resultados globales
| Elecciones municipales de la provincia de Almería en 2015 |        |           |            |            |
| Partido                                                   | Votos  | Variación | Porcentaje | Concejales |
| Participación                                             | 281619 | 5,52%     | 60,37%     |            |
| Voto en blanco                                            | 3788   | 0,40%     | 1,36%      | -          |
| Votos nulos                                               | 3117   | 0,05%     | 1,11%      | -          |
| Partidos:                                                 | -      | -         | -          | -          |
| PP                                                        | 115075 | 8,96%     | 41,32%     | 432        |
| PSOE                                                      | 94259  | 3,17%     | 33,85%     | 440        |
| IU                                                        | 17236  | 0,07%     | 6,20%      | 35         |
| Cs                                                        | 17053  | 6,12%     | 6,12%      | 20         |
| PA                                                        | 4638   | 1,46 %    | 1,69%      | 16         |

### Resultados en los principales municipios
En la siguiente tabla se muestran los resultados electorales en los municipios más habitados de la provincia de Almería.
| Municipio                         | Municipio                          | Alcalde y gobierno municipal saliente                                      | Partido           | Votos | %     | Concejales | +/- | Alcalde y gobierno municipal electo                                                                 |
| --------------------------------- | ---------------------------------- | -------------------------------------------------------------------------- | ----------------- | ----- | ----- | ---------- | --- | --------------------------------------------------------------------------------------------------- |
|                                   | Almería 27 concejales              | - Alcalde: Luis Rogelio Rodríguez-Comendador (PP) - Gobierno municipal: PP | PP                | 29935 | 40,36 | 13         | 5   | - Alcalde: Luis Rogelio Rodríguez-Comendador (PP). - Gobierno municipal: PP                         |
| PSOE                              | Almería 27 concejales              | - Alcalde: Luis Rogelio Rodríguez-Comendador (PP) - Gobierno municipal: PP | 20027             | 27,00 | 9     | 2          |     | - Alcalde: Luis Rogelio Rodríguez-Comendador (PP). - Gobierno municipal: PP                         |
| C's                               | Almería 27 concejales              | - Alcalde: Luis Rogelio Rodríguez-Comendador (PP) - Gobierno municipal: PP | 7422              | 10,01 | 3     | 3          |     | - Alcalde: Luis Rogelio Rodríguez-Comendador (PP). - Gobierno municipal: PP                         |
| IU                                | Almería 27 concejales              | - Alcalde: Luis Rogelio Rodríguez-Comendador (PP) - Gobierno municipal: PP | 5180              | 6,98  | 2     | 0          |     | - Alcalde: Luis Rogelio Rodríguez-Comendador (PP). - Gobierno municipal: PP                         |
|                                   | Roquetas de Mar 25 concejales      | - Alcalde: Gabriel Amat (PP) - Gobierno municipal: PP                      | PP                | 10369 | 40,94 | 12         | 4   | - Alcalde: Gabriel Amat (PP) - Gobierno municipal: PP                                               |
| PSOE                              | Roquetas de Mar 25 concejales      | - Alcalde: Gabriel Amat (PP) - Gobierno municipal: PP                      | 5346              | 21,11 | 6     | 1          |     | - Alcalde: Gabriel Amat (PP) - Gobierno municipal: PP                                               |
| IU                                | Roquetas de Mar 25 concejales      | - Alcalde: Gabriel Amat (PP) - Gobierno municipal: PP                      | 3240              | 12,79 | 3     | 0          |     | - Alcalde: Gabriel Amat (PP) - Gobierno municipal: PP                                               |
| C's                               | Roquetas de Mar 25 concejales      | - Alcalde: Gabriel Amat (PP) - Gobierno municipal: PP                      | 3096              | 12,22 | 3     | 3          |     | - Alcalde: Gabriel Amat (PP) - Gobierno municipal: PP                                               |
| Tú decides Roquetas               | Roquetas de Mar 25 concejales      | - Alcalde: Gabriel Amat (PP) - Gobierno municipal: PP                      | 1470              | 5,80  | 1     | 1          |     | - Alcalde: Gabriel Amat (PP) - Gobierno municipal: PP                                               |
|                                   | El Ejido 25 concejales             | - Alcalde: Francisco Góngora (PP) - Gobierno municipal: PP                 | PP                | 10063 | 47,96 | 14         | 1   | - Alcalde: Francisco Góngora (PP) - Gobierno municipal: PP                                          |
| PSOE                              | El Ejido 25 concejales             | - Alcalde: Francisco Góngora (PP) - Gobierno municipal: PP                 | 5220              | 24,88 | 7     | 3          |     | - Alcalde: Francisco Góngora (PP) - Gobierno municipal: PP                                          |
| IU                                | El Ejido 25 concejales             | - Alcalde: Francisco Góngora (PP) - Gobierno municipal: PP                 | 1376              | 6,56  | 2     | 0          |     | - Alcalde: Francisco Góngora (PP) - Gobierno municipal: PP                                          |
| UPyD                              | El Ejido 25 concejales             | - Alcalde: Francisco Góngora (PP) - Gobierno municipal: PP                 | 1311              | 6,25  | 1     | 1          |     | - Alcalde: Francisco Góngora (PP) - Gobierno municipal: PP                                          |
| C's                               | El Ejido 25 concejales             | - Alcalde: Francisco Góngora (PP) - Gobierno municipal: PP                 | 1131              | 5,39  | 1     | 1          |     | - Alcalde: Francisco Góngora (PP) - Gobierno municipal: PP                                          |
|                                   | Níjar 21 concejales                | - Alcalde: Antonio Rodríguez Segura (PP) - Gobierno municipal: PP          | PP                | 3946  | 43,60 | 10         | 1   | - Alcalde: Esperanza Pérez Felices (PSOE) - Gobierno municipal: PSOE                                |
| PSOE                              | Níjar 21 concejales                | - Alcalde: Antonio Rodríguez Segura (PP) - Gobierno municipal: PP          | 3633              | 40,14 | 10    | 3          |     | - Alcalde: Esperanza Pérez Felices (PSOE) - Gobierno municipal: PSOE                                |
| IU                                | Níjar 21 concejales                | - Alcalde: Antonio Rodríguez Segura (PP) - Gobierno municipal: PP          | 719               | 7,94  | 1     | 0          |     | - Alcalde: Esperanza Pérez Felices (PSOE) - Gobierno municipal: PSOE                                |
|                                   | Adra 21 concejales                 | - Alcalde: Enrique Hernando (PP) - Gobierno municipal: PP                  | PP                | 4032  | 39,14 | 9          | 5   | - Alcalde: Manuel Cortés (PP) - Gobierno municipal: PP                                              |
| PSOE                              | Adra 21 concejales                 | - Alcalde: Enrique Hernando (PP) - Gobierno municipal: PP                  | 3427              | 33,27 | 8     | 1          |     | - Alcalde: Manuel Cortés (PP) - Gobierno municipal: PP                                              |
| IU                                | Adra 21 concejales                 | - Alcalde: Enrique Hernando (PP) - Gobierno municipal: PP                  | 1457              | 14,14 | 3     | 3          |     | - Alcalde: Manuel Cortés (PP) - Gobierno municipal: PP                                              |
| C's                               | Adra 21 concejales                 | - Alcalde: Enrique Hernando (PP) - Gobierno municipal: PP                  | 817               | 7,93  | 1     | 1          |     | - Alcalde: Manuel Cortés (PP) - Gobierno municipal: PP                                              |
|                                   | Vícar 21 concejales                | - Alcalde: Antonio Bonilla (PSOE) - Gobierno municipal: PSOE               | PSOE              | 4422  | 55,06 | 13         | 2   | - Alcalde: Antonio Bonilla (PSOE) - Gobierno municipal: PSOE                                        |
| PP                                | Vícar 21 concejales                | - Alcalde: Antonio Bonilla (PSOE) - Gobierno municipal: PSOE               | 2264              | 28,19 | 6     | 2          |     | - Alcalde: Antonio Bonilla (PSOE) - Gobierno municipal: PSOE                                        |
| IU                                | Vícar 21 concejales                | - Alcalde: Antonio Bonilla (PSOE) - Gobierno municipal: PSOE               | 614               | 7,65  | 1     | 1          |     | - Alcalde: Antonio Bonilla (PSOE) - Gobierno municipal: PSOE                                        |
| C's                               | Vícar 21 concejales                | - Alcalde: Antonio Bonilla (PSOE) - Gobierno municipal: PSOE               | 449               | 5,59  | 1     | 1          |     | - Alcalde: Antonio Bonilla (PSOE) - Gobierno municipal: PSOE                                        |
|                                   | Huércal-Overa 17 concejales        | - Alcalde: Domingo Fernández Zurano (PP) - Gobierno municipal: PP          | PP                | 4339  | 46,43 | 9          | 0   | - Alcalde: Domingo Fernández Zurano (PP) - Gobierno municipal: PP                                   |
| PSOE                              | Huércal-Overa 17 concejales        | - Alcalde: Domingo Fernández Zurano (PP) - Gobierno municipal: PP          | 3321              | 35,54 | 6     | 2          |     | - Alcalde: Domingo Fernández Zurano (PP) - Gobierno municipal: PP                                   |
| C's                               | Huércal-Overa 17 concejales        | - Alcalde: Domingo Fernández Zurano (PP) - Gobierno municipal: PP          | 1329              | 14,22 | 2     | 2          |     | - Alcalde: Domingo Fernández Zurano (PP) - Gobierno municipal: PP                                   |
|                                   | Huércal de Almería 17 concejales   | - Alcalde: Juan José López de las Heras (PP) - Gobierno municipal: PP      | PP                | 2477  | 35,01 | 6          | 2   | - Alcalde: Ismael Torres (PP) - Gobierno municipal: PP                                              |
| PSOE                              | Huércal de Almería 17 concejales   | - Alcalde: Juan José López de las Heras (PP) - Gobierno municipal: PP      | 1425              | 20,14 | 4     | 1          |     | - Alcalde: Ismael Torres (PP) - Gobierno municipal: PP                                              |
| IU                                | Huércal de Almería 17 concejales   | - Alcalde: Juan José López de las Heras (PP) - Gobierno municipal: PP      | 772               | 10,91 | 2     | 2          |     | - Alcalde: Ismael Torres (PP) - Gobierno municipal: PP                                              |
| Grupo Independiente del Pueblo    | Huércal de Almería 17 concejales   | - Alcalde: Juan José López de las Heras (PP) - Gobierno municipal: PP      | 758               | 10,71 | 2     | 0          |     | - Alcalde: Ismael Torres (PP) - Gobierno municipal: PP                                              |
| C's                               | Huércal de Almería 17 concejales   | - Alcalde: Juan José López de las Heras (PP) - Gobierno municipal: PP      | 526               | 7,43  | 1     | 1          |     | - Alcalde: Ismael Torres (PP) - Gobierno municipal: PP                                              |
| Alternativa Ciudadana por Huércal | Huércal de Almería 17 concejales   | - Alcalde: Juan José López de las Heras (PP) - Gobierno municipal: PP      | 520               | 7,35  | 1     | 1          |     | - Alcalde: Ismael Torres (PP) - Gobierno municipal: PP                                              |
| Vecinos de Huércal de Almería     | Huércal de Almería 17 concejales   | - Alcalde: Juan José López de las Heras (PP) - Gobierno municipal: PP      | 497               | 7,02  | 1     | 1          |     | - Alcalde: Ismael Torres (PP) - Gobierno municipal: PP                                              |
|                                   | Berja 17 concejales                | - Alcalde: Antonio Torres (PP) - Gobierno municipal: PP                    | PP                | 3394  | 47,12 | 9          | 2   | - Alcalde: Antonio Torres (PP) - Gobierno municipal: PP                                             |
| PSOE                              | Berja 17 concejales                | - Alcalde: Antonio Torres (PP) - Gobierno municipal: PP                    | 2987              | 41,47 | 7     | 1          |     | - Alcalde: Antonio Torres (PP) - Gobierno municipal: PP                                             |
| UPyD                              | Berja 17 concejales                | - Alcalde: Antonio Torres (PP) - Gobierno municipal: PP                    | 426               | 5,91  | 1     | 1          |     | - Alcalde: Antonio Torres (PP) - Gobierno municipal: PP                                             |
|                                   | Vera 17 concejales                 | - Alcalde: José Carmelo Jorge (PP) - Gobierno municipal: PP                | PP                | 2279  | 40,77 | 8          | 0   | - Alcalde: Félix López Caparrós (PA) - Gobierno municipal: PA                                       |
| PA                                | Vera 17 concejales                 | - Alcalde: José Carmelo Jorge (PP) - Gobierno municipal: PP                | 2117              | 37,87 | 7     | 0          |     | - Alcalde: Félix López Caparrós (PA) - Gobierno municipal: PA                                       |
| PSOE                              | Vera 17 concejales                 | - Alcalde: José Carmelo Jorge (PP) - Gobierno municipal: PP                | 639               | 11,43 | 2     | 0          |     | - Alcalde: Félix López Caparrós (PA) - Gobierno municipal: PA                                       |
|                                   | Cuevas del Almanzora 17 concejales | - Alcalde: Jesús Caicedo (PP) - Gobierno municipal: PP                     | PP                | 2723  | 45,76 | 8          | 2   | - Alcalde: Antonio Fernández Liria (PSOE) - Gobierno municipal: PSOE                                |
| PSOE                              | Cuevas del Almanzora 17 concejales | - Alcalde: Jesús Caicedo (PP) - Gobierno municipal: PP                     | 2624              | 44,09 | 8     | 3          |     | - Alcalde: Antonio Fernández Liria (PSOE) - Gobierno municipal: PSOE                                |
| C's                               | Cuevas del Almanzora 17 concejales | - Alcalde: Jesús Caicedo (PP) - Gobierno municipal: PP                     | 407               | 6,84  | 1     | 1          |     | - Alcalde: Antonio Fernández Liria (PSOE) - Gobierno municipal: PSOE                                |
|                                   | Albox 17 concejales                | - Alcalde: Rogelio Mena (PSOE) - Gobierno municipal: PSOE                  | PSOE              | 2511  | 49,84 | 9          | 0   | - Alcalde: Rogelio Mena (Socialistas Albojenses) - Gobierno municipal: Socialistas Albojenses       |
| PP                                | Albox 17 concejales                | - Alcalde: Rogelio Mena (PSOE) - Gobierno municipal: PSOE                  | 1949              | 38,69 | 7     | 1          |     | - Alcalde: Rogelio Mena (Socialistas Albojenses) - Gobierno municipal: Socialistas Albojenses       |
| Ciudadanos Libres Unidos          | Albox 17 concejales                | - Alcalde: Rogelio Mena (PSOE) - Gobierno municipal: PSOE                  | 354               | 7,03  | 1     | 1          |     | - Alcalde: Rogelio Mena (Socialistas Albojenses) - Gobierno municipal: Socialistas Albojenses       |
|                                   | La Mojonera 13 concejales          | - Alcalde: José Cara (PP) - Gobierno municipal: PP                         | Tod@s la Mojonera | 1213  | 42,02 | 6          | 6   | - Alcalde: José Miguel Hernández García (Tod@s la Mojonera) - Gobierno municipal: Tod@s la Mojonera |
| PP                                | La Mojonera 13 concejales          | - Alcalde: José Cara (PP) - Gobierno municipal: PP                         | 1207              | 41,81 | 6     | 3          |     | - Alcalde: José Miguel Hernández García (Tod@s la Mojonera) - Gobierno municipal: Tod@s la Mojonera |
| PSOE                              | La Mojonera 13 concejales          | - Alcalde: José Cara (PP) - Gobierno municipal: PP                         | 389               | 13,47 | 1     | 3          |     | - Alcalde: José Miguel Hernández García (Tod@s la Mojonera) - Gobierno municipal: Tod@s la Mojonera |
|                                   | Garrucha 13 concejales             | - Alcalde: Juan Francisco Fernández Martínez (PP) - Gobierno municipal: PP | PSOE              | 1674  | 44,10 | 7          | 1   | - Alcalde: María Antonia López Cervantes (PSOE) - Gobierno municipal: PSOE                          |
| PP                                | Garrucha 13 concejales             | - Alcalde: Juan Francisco Fernández Martínez (PP) - Gobierno municipal: PP | 1372              | 36,14 | 5     | 2          |     | - Alcalde: María Antonia López Cervantes (PSOE) - Gobierno municipal: PSOE                          |
| Grupo Independiente por Garrucha  | Garrucha 13 concejales             | - Alcalde: Juan Francisco Fernández Martínez (PP) - Gobierno municipal: PP | 476               | 12,54 | 1     | 1          |     | - Alcalde: María Antonia López Cervantes (PSOE) - Gobierno municipal: PSOE                          |
|                                   | Pulpí 13 concejales                | - Alcalde: Juan Pedro García Pérez (PP) - Gobierno municipal: PP           | PP                | 2558  | 62,90 | 9          | 2   | - Alcalde: Juan Pedro García Pérez (PP) - Gobierno municipal: PP                                    |
| PSOE                              | Pulpí 13 concejales                | - Alcalde: Juan Pedro García Pérez (PP) - Gobierno municipal: PP           | 1348              | 33,14 | 4     | 2          |     | - Alcalde: Juan Pedro García Pérez (PP) - Gobierno municipal: PP                                    |
|                                   | Carboneras 13 concejales           | - Alcalde: Salvador Hernández (GICAR) - Gobierno municipal: GICAR          | PSOE              | 1813  | 41,70 | 6          | 1   | - Alcalde: Salvador Hernández (GICAR) - Gobierno municipal: GICAR                                   |
| GICAR                             | Carboneras 13 concejales           | - Alcalde: Salvador Hernández (GICAR) - Gobierno municipal: GICAR          | 1481              | 34,06 | 5     | 1          |     | - Alcalde: Salvador Hernández (GICAR) - Gobierno municipal: GICAR                                   |
| PP                                | Carboneras 13 concejales           | - Alcalde: Salvador Hernández (GICAR) - Gobierno municipal: GICAR          | 629               | 14,47 | 2     | 2          |     | - Alcalde: Salvador Hernández (GICAR) - Gobierno municipal: GICAR                                   |
|                                   | Mojácar 13 concejales              | - Alcalde: Rosa Cano (PP) - Gobierno municipal: PP                         | PP                | 1332  | 45,90 | 7          | 0   | - Alcalde: Rosa Cano (PP) - Gobierno municipal: PP                                                  |
| Unión Mojaquera                   | Mojácar 13 concejales              | - Alcalde: Rosa Cano (PP) - Gobierno municipal: PP                         | 514               | 17,71 | 2     | 1          |     | - Alcalde: Rosa Cano (PP) - Gobierno municipal: PP                                                  |
| PSOE                              | Mojácar 13 concejales              | - Alcalde: Rosa Cano (PP) - Gobierno municipal: PP                         | 440               | 15,16 | 2     | 1          |     | - Alcalde: Rosa Cano (PP) - Gobierno municipal: PP                                                  |
| Somos Mojácar                     | Mojácar 13 concejales              | - Alcalde: Rosa Cano (PP) - Gobierno municipal: PP                         | 427               | 14,71 | 2     | 2          |     | - Alcalde: Rosa Cano (PP) - Gobierno municipal: PP                                                  |
|                                   | Vélez-Rubio 13 concejales          | - Alcalde: Miguel Martínez Carlón (PP) - Gobierno municipal: PP            | PP                | 1469  | 39,97 | 6          | 1   | - Alcalde: Domingo Crisol (PSOE) - Gobierno municipal: PSOE                                         |
| PSOE                              | Vélez-Rubio 13 concejales          | - Alcalde: Miguel Martínez Carlón (PP) - Gobierno municipal: PP            | 1166              | 31,73 | 4     | 1          |     | - Alcalde: Domingo Crisol (PSOE) - Gobierno municipal: PSOE                                         |
| PA                                | Vélez-Rubio 13 concejales          | - Alcalde: Miguel Martínez Carlón (PP) - Gobierno municipal: PP            | 754               | 20,52 | 3     | 0          |     | - Alcalde: Domingo Crisol (PSOE) - Gobierno municipal: PSOE                                         |
|                                   | Olula del Río 13 concejales        | - Alcalde: Antonio Martínez Pascual (PP) - Gobierno municipal: PP          | PP                | 1972  | 54,64 | 8          | 0   | - Alcalde: Antonio Martínez Pascual (PP) - Gobierno municipal: PP                                   |
| PSOE                              | Olula del Río 13 concejales        | - Alcalde: Antonio Martínez Pascual (PP) - Gobierno municipal: PP          | 1439              | 39,87 | 5     | 0          |     | - Alcalde: Antonio Martínez Pascual (PP) - Gobierno municipal: PP                                   |
|                                   | Macael 13 concejales               | - Alcalde: Raúl Martínez Requejo (PP) - Gobierno municipal: PP             | PP                | 2103  | 56,62 | 8          | 0   | - Alcalde: Raúl Martínez Requejo (PP) - Gobierno municipal: PP                                      |
| PSOE                              | Macael 13 concejales               | - Alcalde: Raúl Martínez Requejo (PP) - Gobierno municipal: PP             | 1477              | 39,77 | 5     | 0          |     | - Alcalde: Raúl Martínez Requejo (PP) - Gobierno municipal: PP                                      |

### Resultados por partidos judiciales
| Partido judicial |    |    |   |   | Diputados |
| ---------------- | -- | -- | - | - | --------- |
| Almería          | 8  | 6  | 1 | 1 | 16        |
| Berja            | 3  | 2  |   |   | 5         |
| Huércal-Overa    | 2  | 1  |   |   | 3         |
| Vera             | 2  | 1  |   |   | 3         |
| Total            | 15 | 10 | 1 | 1 | 27        |

### Mayorías absolutas
Se obtienen un total de 86 mayorías absolutas, 3 de ellas en manos de partidos localistas, mientras que el resto se repartieron entre PSOE, PP e IULV-CA. 
| Partido                                               | Nº de mayorías |
| ----------------------------------------------------- | -------------- |
| Partido Socialista Obrero Español                     | 41             |
| Partido Popular                                       | 39             |
| Izquierda Unida Los Verdes-Convocatoria por Andalucía | 3              |
| Independientes por Albanchez                          | 1              |
| Agrupación de Electores de Partaloa                   | 1              |
| Agrupación de Vecinos de Laujar                       | 1              |

### Alcaldías obtenidas
| Partido                                               | Nº al alcaldías |
| ----------------------------------------------------- | --------------- |
| Partido Socialista Obrero Español                     | 47              |
| Partido Popular                                       | 46              |
| Izquierda Unida Los Verdes-Convocatoria por Andalucía | 4               |
| Partido Andalucista                                   | 1               |
| Grupo Independiente por Carboneras                    | 1               |
| Independientes por Albanchez                          | 1               |
| Agrupación de Electores de Partaloa                   | 1               |
| Tod@s por La Mojonera                                 | 1               |
| Agrupación de Vecinos de Laujar                       | 1               |

## Investidura del Presidente de Diputación
Gabriel Amat fue reelegido como presidente por su Grupo. También presentaron candidatura el PSOE e Izquierda Unida. El Diputado de Cs votó en blanco.
| Candidatos a la Presidencia | Votos |
| --------------------------- | ----- |
| Gabriel Amat Ayllón         | 15/27 |
| Juan Antonio Lorenzo        | 10/27 |
| Juan Pablo Yakubiuk         | 1/27  |
| En blanco                   | 1/27  |